# Аналіз витрат і вигод
Ана́ліз ви́трат і ви́год — метод оцінки інвестиційного проекту, при якому враховуються всі соціальні і фінансові витрати і вигоди, пов'язані з проектом. Особливі проблеми часто виникають при спробі представити в грошовому вираженні соціальні витрати і вигоди. Як можна оцінити, наприклад, порушення мальовничого природного пейзажу в зв'язку з будівництвом залізниці. У деяких випадках для оцінки не може використовуватися і ринкова ціна (наприклад, коли через високий рівень безробіття фактична вартість робочої сили може бути нижче існуючого рівня заробітної плати). Щоб відбити в оцінці нижчий рівень витрат по альтернативному проекту, використовується облікова чи умовна ціна.